# Glaskrebschen
Das Glaskrebschen (Leptodora kindtii) ist eine räuberisch lebende Art der Cladocera oder Wasserflöhe. Bis 2009 galt es als einzige Art der, damit monotypischen, Gattung Leptodora, Familie Leptodoridae und sogar Unterordnung (oder nach anderer Auffassung: Ordnung) Haplopoda, bis 2009 mit Leptodora richardi eine zweite Art (aus dem Flusssystem des Amur in Ostasien) neu beschrieben worden ist. Vermutlich gibt es zusätzlich weitere kryptische Arten, die morphologisch derzeit nicht unterscheidbar sind. Leptodora ist mit einer Körperlänge von, ja nach Quellenangabe, von maximal 12 bis 14 Millimeter der größte Wasserfloh. Die Körperlänge ist aber individuell sehr variabel.
Das Glaskrebschen lebt in Seen und großen Fließgewässern räuberisch von verschiedenen Kleinkrebsen (Anomopoda, Ruderfußkrebse) und Rädertierchen.

## Bau des Glaskrebschens
Leptodora kindtii ist fast glasklar durchsichtig (hyalin) mit einem langgestreckten, schlanken, Körper, mit großem, langem Kopf von einem Viertel bis zu einem Drittel der Körperlänge insgesamt und besonders langem, dreisegmentigem Hinterleib (Abdomen). 
Längste Extremitäten sind die zweiten Antennen, die zum Schwimmen eingesetzt werden, sie erreichen etwa die halbe bis fast zwei Drittel der Körperlänge. Sie bestehen aus einem Grundglied (Basipodit), der zweiästige, mit langen Schwimmborsten besetzte Geißeln trägt. Die ersten Antennen sind deutlich kürzer und zwischen den Geschlechtern sehr verschieden ausgebildet (Sexualdimorphismus). Beim Weibchen ist sie stummelförmig kurz, eingliedrig mit neun schlauchförmigen Sensillen (Ästhetasken) an der Spitze. Beim Männchen ist sie deutlich länger, aber viel kürzer als die zweiten Antennen. Die Glaskrebschen besitzen nur ein einziges, unpaares Komplexauge nahe des vorderen (anterioren) Kopfendes, das aus etwa 500 Ommatidien besteht. Das Naupliusauge fehlt ganz oder ist nur rudimentär erhalten. Die Mundwerkzeuge bestehen nur aus einer Oberlippe (Labrum), einer dreilappigen „Unterlippe“ (die embryonal aus der Verschmelzung von Teilen der ersten Maxillen mit einem Teil des Sternums entsteht) und zwei kräftigen Mandibeln mit spitzem, säbelförmigen äußeren Abschnitt.
Der Rumpfabschnitt trägt sechs Paare einästiger (uniramer) Beine mit vier Abschnitten, mit zylindrischer, nicht abgeflachter Gestalt. Diese sind auf der Innenseite lang bestachelt und werden zum Beutefang eingesetzt, sie spielen keine Rolle bei der Fortbewegung. Das erste Beinpaar ist besonders lang. Im Gegensatz zu fast allen anderen Wasserflöhen ist Körper nicht vom Carapax eingeschlossen. Dieser bildet beim Weibchen eine nach hinten oben (posterodorsal) vom hinteren Ende des Rumpfabschnitts abstehende, taschenartige Struktur von etwa einem Fünftel der Körperlänge. Sie besteht aus einem festen Dorsalteil mit zwei beweglichen Flügeln. Der Carapax dient als Bruttasche, in dem die Eier und jungen Larven geschützt mitgetragen werden. Beim Männchen ist der Carapax dementsprechend weitgehend rückgebildet und besteht nur, wei bei den Juvenilen, aus einem undifferenzierten Auswuchs.
Die drei Segmente des flexiblen und beweglichen Abdomens sind dünnwandig und wenig bestachelt. An seiner Spitze sitzt ein langer, stachelartiger Fortsatz (Postabdomen) an.

### Auge
Das Auge des Glaskrebschens ist Gegenstand einer Spezialuntersuchung geworden. Demnach ist es im lebenden Tier fast ebenso hyalin wie der Körper, weil in den äußeren zwei Dritteln der Ommatidien kein Pigment eingelagert ist. Das Auge ist kugelförmig und im Inneren des durchsichtigen Körpers, in einer stielartigen vorderen Verlängerung des Kopfs, eingelagert. Es besteht aus zwei spiegelbildlichen Hälften, die ohne Spur einer Naht (Sutur) aneinandergelagert sind. Nach außen hin (distal) weichen die Ommatidien auseinander und lassen Zwischenräume frei. Jedes der etwa 500 Ommatidien des Komplexauges hat einen Kristallkegel aus fünf stabförmigen Zellen ohne Bildung einer Linse am distalen Ende. Die Sinneszellen der Retinula sind ebenfalls zu fünft, von denen vier ein Rhabdom bilden, die fünfte bildet ein kleines Rhabdomer, das distal daran angelagert ist. Nur der unterste Abschnitt der Sinneszellen ist von Pigment umgeben. Die Lichtstrahlen werden durch Gradienten des Brechungsindex innerhalb der Kristallkegel zur Retinula weitergeleitet.

## Fortpflanzung und Entwicklung
Bei den Glaskrebschen gibt es nur im Herbst eine sexuelle Fortpflanzungsphase (monozyklische Fortpflanzung). Die Männchen, die etwas kleiner sind als die Weibchen, ergreifen diese mit ihren zu Greiforganen ausgebildeten 1. Antennen sowie mit den 1. Rumpfbeinen und besamt sie. Die befruchteten Eier werden frei ins Wasser abgegeben; aus ihnen schlüpfen nach dem Winter Metanauplius-Larven mit sehr großen Antennen. Über mehrere Häutungen entwickeln sie sich zu erwachsenen Tieren.
Im Sommer kommt es jedoch zur parthenogenetischen Fortpflanzung, wobei sich die Jungtiere  im Brutsack auf dem Rücken der Mutter entwickeln.
Bei der Art bilden in eine gelatinöse Matrix eingeschlossene Zysten (Embryonen im Stadium der Gastrula) ein Dauerstadium, das der Überdauerung ungünstiger Bedingungen und der Ausbreitung dient. Es kann phoretisch im Gefieder von Wasservögeln, möglicherweise auch über deren Darminhalt und Kot, in neue Gewässersysteme verbreitet werden.

## Ökologie und Lebensweise
Leptodora kindtii lebt, ungewöhnlich für Wasserflöhe, die sonst fast alle Filtrierer sind, rein räuberisch. Die Jagdstrategie der Art ist, Beuteorganismen bei mehr oder weniger zufälligem Kontakt zunächst mit dem beim Schwimmen weit ausgestreckten längeren ersten Beinpaar zu ergreifen und dann unter den Körper zwischen die anderen Beinpaare zu bugsieren, die gemeinsam durch die Bestachelung einen Fangkorb bilden. Der lange Hinterleib wird dabei zusätzlich unter der Beute nach vorn gebogen. Die Beute wird dann durch den Biss der langen, säbelartigen Mandibeln abgetötet und gefressen. Glaskrebschen schwimmen relativ langsam, das wird als Kompromiss gedeutet, um einerseits effektiv Beute zu finden, aber andererseits nicht selbst auffällig und damit zur Beute von Fischen zu werden. Potenzielle Beute wird nur auf kurze Entfernung registriert.
Bevorzugt werden Beuteorganismen mit einer Körpergröße von 0,6 bis 0,8 Millimeter. Kräftig gefärbte Arten werden öfter erbeutet, was auf eine Beteiligung des Sehsinns mit dem großen Auge an der Jagd hinweist. Bei höherer Dichte im Gewässer (oft mehr als 500 Individuen des Glaskrebschens pro Kubikmeter Wasser) kann die Art hohen Einfluss auf die Dichte ihrer Beuteorganismen im Gewässer haben. Pro Tag werden bis zu 30 Beuteorganismen erbeutet und gefressen. Gemeinsam mit der ebenfalls räuberischen Bythotrephes longimanus, die ebenfalls weit größer ist als andere Vertreter der Ordnung und vergleichbare Größe zum Glaskrebschen erreicht, handelt es sich um eine ökologische Schlüsselart mit großem Einfluss auf die Lebensgemeinschaft des Planktons in den besiedelten Gewässern. Bei einer Metaanalyse der Lebensgemeinschaften von Seen in Norwegen war Leptodora häufig und weit verbreitet, aber alles in allem etwas seltener als Bythotrephes. Die Arten traten auch gemeinsam im selben See auf, häufiger war aber nur jeweils eine von ihnen präsent, nach dieser wie nach anderen Untersuchungen wird angenommen, dass sie sich wegen intensiver interspezifischer Konkurrenz aus dem Wege gehen oder gegenseitig ausschließen. Das Glaskrebschen war dabei die häufigere Art in eher alkalischen, nährstoffreichen Gewässern und in Gewässern mit einem höheren Bestand an Fischen (Cypriniden), den wichtigsten Fressfeinden beider Arten. Das durch seine Transparenz schwer zu entdeckende Glaskrebschen wird dabei von den Fischen vor allem über das kräftig gefärbte, große Auge optisch erkannt. Leptodora kam häufig gemeinsam mit vergleichsweise kleinen Wasserflöhen wie Bosmina longirostris, Daphnia cristata, weniger ausgeprägt auch Daphnia cucullata, Limnosida frontosa und Bosmina coregoni und Ruderfußkrebsen wie Thermocyclops oithonoides vor. Dabei war die Artenzahl dieser Kleinkrebse in Gewässern mit dem Glaskrebschen höher (durchschnittlich 9,2 Arten) als in Gewässern ohne dieses (durchschnittlich 5 Arten).
Im Neusiedler See (Österreich und Ungarn) war das Glaskrebschen die einzige wirbellose räuberische Art des Zooplanktons. Sie erreichte hier hohe Dichten bis zu 2500 Individuen pro Kubikmeter Wasser. Auch hier werden kleine Beuteorganismen von 0,5 bis 0,9 Millimeter Länge klar bevorzugt, große und agile planktische Kleinkrebse wie der Ruderfußkrebs Arctodiaptomus spinosus können durch heftige Gegenwehr fast immer entkommen. Von der wichtigsten Beuteart, dem Wasserfloh Diaphanosoma mongolianum werden bis zu 45 Prozent der Jungtiere Beute des Glaskrebschens, was deren Dichte effektiv begrenzt. Leptodora selbst wird aber bei hoher Dichte zur bevorzugten Beute planktivorer (plankton-fressender) Fische, die wiederum deren Dichte begrenzen. Die Fische erbeuten dabei selektiv große Individuen mit mehr als 6 Millimeter Länge.
Durch ein ungeplantes natürliches Experiment, die versehentliche Einschleppung des Glaskrebschens in einen See in Michigan, in dem vorher keine räuberischen Wasserflöhe lebten, konnte eindrucksvoll der Einfluss des Glaskrebschens auf die Lebensgemeinschaft des Planktons nachgewiesen werden. Die vorher die Lebensgemeinschaft dominierenden Wasserflöhe der Gattungen Ceriodaphnia und Bosmina wurden weitaus seltener, sie verschwanden beinahe. Anstelle dieser kleinen Arten wurden große Wasserflöhe der Gattungen Daphnia und Mesocyclops nun häufiger als vorher. Der Anteil der Ruderfußkrebse an der Lebensgemeinschaft stieg von etwa 20 Prozent auf mehr als 50 Prozent an. Die Etablierung von Leptodora gelang nicht nur trotz der Präsenz planktonfressender Fische, sie scheint geradezu auf diese angewiesen zu sein. In Seen ohne Fische misslingt sie, da ein anderer räuberischer Plaktonorganismus, die Larve der Büschelmücke Chaoborus americanus, dann durch ihren Prädationsdruck auf Leptodora diese eliminieren kann. Da die Fische zwar Leptodora fressen, aber Chaoborus noch lieber, fördern sie das Glaskrebschen indirekt.

## Lebensraum und Verbreitung
Das Glaskrebschen lebt bevorzugt in größeren stehenden Gewässern, von Weihern bis hin zu großen Seen wie zum Beispiel dem Bodensee. Es besiedelt oligotrophe und eutrophe Gewässer gleichermaßen. Es bevorzugt Gewässer tieferer Lagen, mit einer maximalen Meereshöhe von etwa 600 Metern, mit vereinzelten älteren Angaben aus wenigen großen Hochgebirgsseen. Die Art besiedelt neben dem bevorzugten Süßwasser auch Brackwasser. So kommt sie in der Ostsee vor.
Die Art ist in Europa vom Westen (einschließlich der Britischen Inseln) bis zum Osten durchgehend verbreitet, fehlt aber in großen Teilen Südeuropas, so in Süditalien und auf der Iberischen Halbinsel südlich der Pyrenäen. Sie kommt aber auf dem Balkan bis Griechenland und in der kleinasiatischen Türkei vor. Im Norden erreicht sie Skandinavien südlich des Polarkreises, fehlt aber auf Island und Grönland. Sie fehlt auch im Iran und im größten Teil des ariden Zentralasien (kommt aber beispielsweise im Balchaschsee in Kasachstan vor). Vorkommen in Japan, China und dem südöstlichen Sibirien gehören vermutlich alle zu Leptodora richardti. Sie ist außerdem in Nordamerika über große Teile der USA und Kanadas mit Ausnahme der nördlichsten Teile verbreitet. Sie erreicht noch den Süden von Texas, fehlt aber in Mexiko.

## Systematik der Haplopoda
Die Haplopoda wurden früher gemeinsam mit den Onychopoda und den Anomopoda als Wasserflöhe (Cladocera) zusammengefasst, diese Gruppe stellt jedoch wahrscheinlich keine natürliche Einheit dar. Die tatsächliche Zuordnung im System der Krallenschwänze ist umstritten.

## Entdeckung, Benennung
Das Glaskrebschen wurde erstmals 1844 anhand von Exemplaren aus dem Bremer Stadtgraben von dem bremischen Apotheker Georg Christian Kindt beobachtet. Gustav Woldemar Focke hat es beschrieben und als Polyphemus kindtii benannt. Der gültige Gattungsname Leptodora ist griechisch und bedeutet „Dünne Haut“ (λεπτός leptós: dünn; δορά dorá: Haut). Mit dem latinisierten Artnamen ehrte Focke seinen jüngeren Kollegen Kindt.